# Gederovci
Gederovci so naselje v občini Tišina.

## Prireditve
Leta 1936 so v Gederovcih organizirali Borovo gostüvanje.